# Fußball-Club Energie Cottbus 2007-2008
Questa voce raccoglie le informazioni riguardanti il Fußball-Club Energie Cottbus nelle competizioni ufficiali della stagione 2007-2008.

## Stagione
Nella stagione 2007-2008 l'Energie Cottbus, allenato da Bojan Prašnikar, concluse il campionato di Bundesliga al 14º posto. In Coppa di Germania l'Energie Cottbus fu eliminato al primo turno dal Rot-Weiss Essen.

## Rosa
| N. |                                 | Ruolo | Calciatore        |
| -- | ------------------------------- | ----- | ----------------- |
| 12 | Germania (bandiera)             | P     | Martin Männel     |
| 23 | Bosnia ed Erzegovina (bandiera) | P     | Tomislav Piplica  |
| 1  | Germania (bandiera)             | P     | Gerhard Tremmel   |
| 32 | Germania (bandiera)             | D     | Silvio Bankert    |
| 27 | Romania (bandiera)              | D     | Ovidiu Burcă      |
| 33 | Croazia (bandiera)              | D     | Mario Cvitanović  |
| 22 | Germania (bandiera)             | D     | Arne Feick        |
| 2  | Germania (bandiera)             | D     | Thomas Franke     |
| 25 | Croazia (bandiera)              | D     | Kristijan Ipša    |
| 18 | Polonia (bandiera)              | D     | Łukasz Kanik      |
| 24 | Macedonia del Nord (bandiera)   | D     | Igor Mitreski     |
| 28 | Bosnia ed Erzegovina (bandiera) | D     | Ivan Radeljić     |
| 6  | Brasile (bandiera)              | D     | Vragel da Silva   |
| 15 | Germania (bandiera)             | D     | Toni Wachsmuth    |
| 17 | Germania (bandiera)             | D     | Daniel Ziebig     |
| 4  | Bulgaria (bandiera)             | C     | Stanislav Angelov |
| 3  | Francia (bandiera)              | C     | Christian Bassila |

| N. |                      | Ruolo | Calciatore           |
| -- | -------------------- | ----- | -------------------- |
| 5  | Polonia (bandiera)   | C     | Mariusz Kukiełka     |
| 16 | Germania (bandiera)  | C     | Michael Lerchl       |
| 37 | Germania (bandiera)  | C     | Christian Müller     |
| 10 | Croazia (bandiera)   | C     | Stiven Rivić         |
| 7  | Germania (bandiera)  | C     | Timo Rost            |
| 13 | Germania (bandiera)  | C     | Sebastian Schuppan   |
| 20 | Cina (bandiera)      | C     | Shao Jiayi           |
| 11 | Albania (bandiera)   | C     | Ervin Skela          |
| 29 | Danimarca (bandiera) | C     | Dennis Sørensen      |
| 19 | Polonia (bandiera)   | C     | Przemysław Trytko    |
| 14 | Serbia (bandiera)    | C     | Dušan Vasiljević     |
| 26 | Cipro (bandiera)     | A     | Eustathios Alōneutīs |
| 31 | Germania (bandiera)  | A     | Marc Hensel          |
| 30 | Serbia (bandiera)    | A     | Branko Jelić         |
| 35 | Rep. Ceca (bandiera) | A     | Michal Papadopulos   |
| 8  | Bulgaria (bandiera)  | A     | Dimităr Rangelov     |

## Organigramma societario
Area tecnica
- Allenatore: Bojan Prašnikar
- Allenatore in seconda: Guido Hoffmann
- Preparatore dei portieri: Thomas Köhler
- Preparatori atletici:

## Risultati

### Bundesliga

#### Girone di andata
| Leverkusen 11 agosto 2007, ore 15:30 CEST 1ª giornata | Bayer Leverkusen | 0 – 0 referto | Energie Cottbus | BayArena (22 500 spett.)\| Arbitro: \| Brych \| |
| Arbitro:                                              | Brych            |               |                 |                                                 |

| Arbitro: | Fleischer |

|           |           |                   |
| Skela 49’ | Marcatori | 14’, 42’ Bechmann |

| Arbitro: | Fandel |

|                               |           |  |
| Kringe 44’ Klimowicz 70’, 84’ | Marcatori |  |

| Arbitro: | Kircher |

|                     |           |          |
| Sørensen 15’ (rig.) | Marcatori | 85’ Wolf |

| Arbitro: | Rafati |

|                                  |           |  |
| Cacau 53’ Ewerthon 78’ Gómez 82’ | Marcatori |  |

| Arbitro: | Merk |

|              |           |                         |
| Sørensen 31’ | Marcatori | 22’ Džeko 83’ Krzynówek |

| Arbitro: | Weiner |

|                                             |           |  |
| Klose 59’, 75’, 89’ Demichelis 63’ Toni 69’ | Marcatori |  |

| Arbitro: | Kinhöfer |

|                  |           |                            |
| Rangelov 8’, 18’ | Marcatori | 49’, 79’ (rig.) Amanatidīs |

| Berlino 6 ottobre 2007, ore 15:30 CEST 9ª giornata | Hertha Berlino | 0 – 0 referto | Energie Cottbus | Olympiastadion (48 719 spett.)\| Arbitro: \| Schmidt \| |
| Arbitro:                                           | Schmidt        |               |                 |                                                         |

| Arbitro: | Gagelmann |

|          |           |                       |
| Rost 67’ | Marcatori | 7’ Schlicke 74’ Grlić |

| Arbitro: | Meyer |

|            |           |              |
| Kamper 77’ | Marcatori | 90’ Sørensen |

| Arbitro: | Weiner |

|             |           |  |
| Bassila 46’ | Marcatori |  |

| Arbitro: | Merk |

|                    |           |                     |
| Kern 18’, 59’, 74’ | Marcatori | 58’ Silva 89’ Skela |

| Arbitro: | Gräfe |

|  |           |                               |
|  | Marcatori | 63’ (rig.) Diego 83’ Mosquera |

| Arbitro: | Seemann |

|                          |           |  |
| Angelov 62’ Rangelov 75’ | Marcatori |  |

| Amburgo 8 dicembre 2007, ore 15:30 CET 16ª giornata | Amburgo | 0 – 0 referto | Energie Cottbus | HSH Nordbank Arena (56 132 spett.)\| Arbitro: \| Perl \| |
| Arbitro:                                            | Perl    |               |                 |                                                          |

| Arbitro: | Sippel |

|                                                       |           |            |
| Bassila 11’ Sørensen 30’ Rangelov 44’, 70’ Ziebig 65’ | Marcatori | 68’ Kleine |

#### Girone di ritorno
| Arbitro: | Wagner |

|                             |           |                                    |
| Papadopulos 15’ Bassila 77’ | Marcatori | 59’, 86’ (rig.) Rolfes 69’ Bulykin |

| Arbitro: | Rafati |

|                                    |           |                                     |
| Ipša 7’ (aut.) Šesták 42’ Auer 69’ | Marcatori | 45’ Papadopulos 70’ Skela 79’ Jelić |

| Arbitro: | Sippel |

|  |           |                |
|  | Marcatori | 8’, 84’ Petrić |

| Arbitro: | Drees |

|                |           |              |
| Engelhardt 58’ | Marcatori | 59’ Sørensen |

| Arbitro: | Seemann |

|                                 |           |  |
| Gentner 17’ Marcelinho 19’, 75’ | Marcatori |  |

| Arbitro: | Gagelmann |

|  |           |           |
|  | Marcatori | 30’ Meira |

| Arbitro: | Kinhöfer |

|                |           |  |
| Jelić 18’, 38’ | Marcatori |  |

| Arbitro: | Kempter |

|                   |           |          |
| Caio 59’ Russ 65’ | Marcatori | 48’ Rost |

| Arbitro: | Merk |

|                       |           |             |
| Skela 41’, 63’ (rig.) | Marcatori | 21’ Mineiro |

| Arbitro: | Perl |

|  |           |          |
|  | Marcatori | 4’ Skela |

| Arbitro: | Meyer |

|                  |           |  |
| Skela 51’ (rig.) | Marcatori |  |

| Arbitro: | Schmidt |

|                                             |           |  |
| Silva 31’ (aut.) Kurányi 37’, 41’, 59’, 80’ | Marcatori |  |

| Arbitro: | Kinhöfer |

|                       |           |              |
| Rost 82’ Rangelov 90’ | Marcatori | 16’ Ćetković |

| Arbitro: | Fleischer |

|                           |           |  |
| Rosenberg 67’ Almeida 79’ | Marcatori |  |

| Arbitro: | Perl |

|          |           |           |
| Buck 65’ | Marcatori | 60’ Rivić |

| Arbitro: | Merk |

|                        |           |  |
| Rivić 29’ Sørensen 84’ | Marcatori |  |

| Arbitro: | Seemann |

|                                                    |           |  |
| Bruggink 23’ Štajner 45’ Vinícius 59’ Balitsch 89’ | Marcatori |  |

### Coppa di Germania
| Arbitro: | Kempter |

|                                                       |                      |                                                            |
| Brandy 47’ Güvenışık 103’                             | Marcatori            | 9’ Kioyo 113’ Rangelov                                     |
| Lorenz Sereinig Brandy Erfen Güvenışık Lindbæk Wagner | Tiri di rigore 6 – 5 | Rangelov Mitreski Sørensen Baumgart Kukiełka Kioyo Szélesi |

## Statistiche

### Statistiche di squadra
| Competizione      | Punti | In casa | In casa | In casa | In casa | In casa | In casa | In trasferta | In trasferta | In trasferta | In trasferta | In trasferta | In trasferta | Totale | Totale | Totale | Totale | Totale | Totale | DR  |
| Competizione      | Punti | G       | V       | N       | P       | Gf      | Gs      | G            | V            | N            | P            | Gf           | Gs           | G      | V      | N      | P      | Gf     | Gs     | DR  |
| ----------------- | ----- | ------- | ------- | ------- | ------- | ------- | ------- | ------------ | ------------ | ------------ | ------------ | ------------ | ------------ | ------ | ------ | ------ | ------ | ------ | ------ | --- |
| Bundesliga        | 36    | 17      | 8       | 2       | 7       | 25      | 20      | 17           | 1            | 7            | 9            | 10           | 36           | 34     | 9      | 9      | 16     | 35     | 56     | -21 |
| Coppa di Germania | -     | 0       | 0       | 0       | 0       | 0       | 0       | 1            | 0            | 1            | 0            | 2            | 2            | 1      | 0      | 1      | 0      | 2      | 2      | 0   |
| Totale            | -     | 17      | 8       | 2       | 7       | 25      | 20      | 18           | 1            | 8            | 9            | 12           | 38           | 35     | 9      | 10     | 16     | 37     | 58     | -21 |

### Andamento in campionato
| Giornata  | 1  | 2  | 3  | 4  | 5  | 6  | 7  | 8  | 9  | 10 | 11 | 12 | 13 | 14 | 15 | 16 | 17 | 18 | 19 | 20 | 21 | 22 | 23 | 24 | 25 | 26 | 27 | 28 | 29 | 30 | 31 | 32 | 33 | 34 |
| --------- | -- | -- | -- | -- | -- | -- | -- | -- | -- | -- | -- | -- | -- | -- | -- | -- | -- | -- | -- | -- | -- | -- | -- | -- | -- | -- | -- | -- | -- | -- | -- | -- | -- | -- |
| Luogo     | T  | C  | T  | C  | T  | C  | T  | C  | T  | C  | T  | C  | T  | C  | C  | T  | C  | C  | T  | C  | T  | T  | C  | C  | T  | C  | T  | C  | T  | C  | T  | T  | C  | T  |
| Risultato | N  | P  | P  | N  | P  | P  | P  | N  | N  | P  | N  | V  | P  | P  | V  | N  | V  | P  | N  | P  | N  | P  | P  | V  | P  | V  | V  | V  | P  | V  | P  | N  | V  | P  |
| Posizione | 11 | 13 | 17 | 17 | 17 | 18 | 18 | 18 | 18 | 18 | 18 | 18 | 18 | 18 | 18 | 18 | 17 | 17 | 17 | 17 | 18 | 17 | 18 | 15 | 16 | 15 | 14 | 14 | 14 | 14 | 14 | 14 | 14 | 14 |

Legenda:

Luogo: C = Casa; T = Trasferta. Risultato: V = Vittoria; N = Pareggio; P = Sconfitta.

### Statistiche dei giocatori
| Giocatore      | Bundesliga | Bundesliga | Bundesliga  | Bundesliga | Coppa di Germania | Coppa di Germania | Coppa di Germania | Coppa di Germania | Totale   | Totale | Totale      | Totale     |
| Giocatore      | Presenze   | Reti       | Ammonizioni | Espulsioni | Presenze          | Reti              | Ammonizioni       | Espulsioni        | Presenze | Reti   | Ammonizioni | Espulsioni |
| -------------- | ---------- | ---------- | ----------- | ---------- | ----------------- | ----------------- | ----------------- | ----------------- | -------- | ------ | ----------- | ---------- |
| M. Männel      | -          | -          | -           | -          | -                 | -                 | -                 | -                 | -        | -      | -           | -          |
| T. Piplica     | 10         | 0          | 0           | 0          | -                 | -                 | -                 | -                 | 10       | 0      | 0           | 0          |
| G. Tremmel     | 24         | 0          | 0           | 0          | 1                 | 0                 | 0                 | 0                 | 25       | 0      | 0           | 0          |
| S. Bankert     | -          | -          | -           | -          | -                 | -                 | -                 | -                 | -        | -      | -           | -          |
| O. Burcă       | -          | -          | -           | -          | -                 | -                 | -                 | -                 | -        | -      | -           | -          |
| M. Cvitanović  | 31         | 0          | 5           | 0          | 1                 | 0                 | 0                 | 0                 | 32       | 0      | 5           | 0          |
| A. Feick       | -          | -          | -           | -          | -                 | -                 | -                 | -                 | -        | -      | -           | -          |
| T. Franke      | -          | -          | -           | -          | -                 | -                 | -                 | -                 | -        | -      | -           | -          |
| K. Ipša        | 4          | 0          | 0           | 0          | -                 | -                 | -                 | -                 | 4        | 0      | 0           | 0          |
| Ł. Kanik       | -          | -          | -           | -          | -                 | -                 | -                 | -                 | -        | -      | -           | -          |
| I. Mitreski    | 32         | 0          | 6           | 1          | 1                 | 0                 | 1                 | 0                 | 33       | 0      | 7           | 1          |
| I. Radeljić    | 16         | 0          | 2           | 0          | -                 | -                 | -                 | -                 | 16       | 0      | 2           | 0          |
| V. Silva       | 21         | 1          | 4           | 0          | -                 | -                 | -                 | -                 | 21       | 1      | 4           | 0          |
| T. Wachsmuth   | -          | -          | -           | -          | -                 | -                 | -                 | -                 | -        | -      | -           | -          |
| D. Ziebig      | 25         | 1          | 5           | 0          | -                 | -                 | -                 | -                 | 25       | 1      | 5           | 0          |
| S. Angelov     | 31         | 1          | 11          | 0          | -                 | -                 | -                 | -                 | 31       | 1      | 11          | 0          |
| C. Bassila     | 23         | 3          | 9           | 0          | 1                 | 0                 | 0                 | 0                 | 24       | 3      | 9           | 0          |
| M. Kukiełka    | 14         | 0          | 1           | 0          | 1                 | 0                 | 1                 | 0                 | 15       | 0      | 2           | 0          |
| M. Lerchl      | -          | -          | -           | -          | -                 | -                 | -                 | -                 | -        | -      | -           | -          |
| C. Müller      | 1          | 0          | 0           | 0          | -                 | -                 | -                 | -                 | 1        | 0      | 0           | 0          |
| S. Rivić       | 28         | 2          | 3           | 0          | 1                 | 0                 | 0                 | 1                 | 29       | 2      | 3           | 1          |
| T. Rost        | 33         | 3          | 7           | 0          | -                 | -                 | -                 | -                 | 33       | 3      | 7           | 0          |
| S. Schuppan    | -          | -          | -           | -          | -                 | -                 | -                 | -                 | -        | -      | -           | -          |
| J. Shao        | 14         | 0          | 0           | 0          | -                 | -                 | -                 | -                 | 14       | 0      | 0           | 0          |
| E. Skela       | 34         | 7          | 3           | 0          | -                 | -                 | -                 | -                 | 34       | 7      | 3           | 0          |
| D. Sørensen    | 33         | 6          | 5           | 0          | 1                 | 0                 | 0                 | 0                 | 34       | 6      | 5           | 0          |
| P. Trytko      | 1          | 0          | 0           | 0          | -                 | -                 | -                 | -                 | 1        | 0      | 0           | 0          |
| D. Vasiljević  | 12         | 0          | 2           | 0          | -                 | -                 | -                 | -                 | 12       | 0      | 2           | 0          |
| S. Alōneutīs   | 12         | 0          | 0           | 0          | 1                 | 0                 | 0                 | 0                 | 13       | 0      | 0           | 0          |
| M. Hensel      | -          | -          | -           | -          | -                 | -                 | -                 | -                 | -        | -      | -           | -          |
| B. Jelić       | 15         | 3          | 0           | 0          | -                 | -                 | -                 | -                 | 15       | 3      | 0           | 0          |
| M. Papadopulos | 14         | 2          | 1           | 0          | -                 | -                 | -                 | -                 | 14       | 2      | 1           | 0          |
| D. Rangelov    | 22         | 6          | 3           | 0          | 1                 | 1                 | 0                 | 0                 | 23       | 7      | 3           | 0          |
| S. Baumgart    | 8          | 0          | 2           | 0          | 1                 | 0                 | 0                 | 0                 | 9        | 0      | 2           | 0          |
| F. Kioyo       | 11         | 0          | 1           | 0          | 1                 | 1                 | 0                 | 0                 | 12       | 1      | 1           | 0          |
| Z. Szélesi     | 1          | 0          | 0           | 0          | 1                 | 0                 | 0                 | 0                 | 2        | 0      | 0           | 0          |
| T. Bandrowski  | 1          | 0          | 0           | 0          |                   |                   |                   |                   |          |        |             |            |